# マリインスキー劇場
マリインスキー劇場 （ロシア語: Мариинский театр） は、ロシアのサンクトペテルブルクにあるオペラと
バレエ専用の劇場。ソビエト連邦時代（1924年 - 1991年）は、「キーロフ劇場」と呼ばれていた。

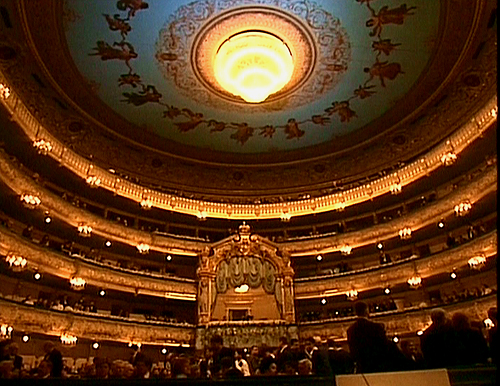
マリインスキー劇場のメインホール

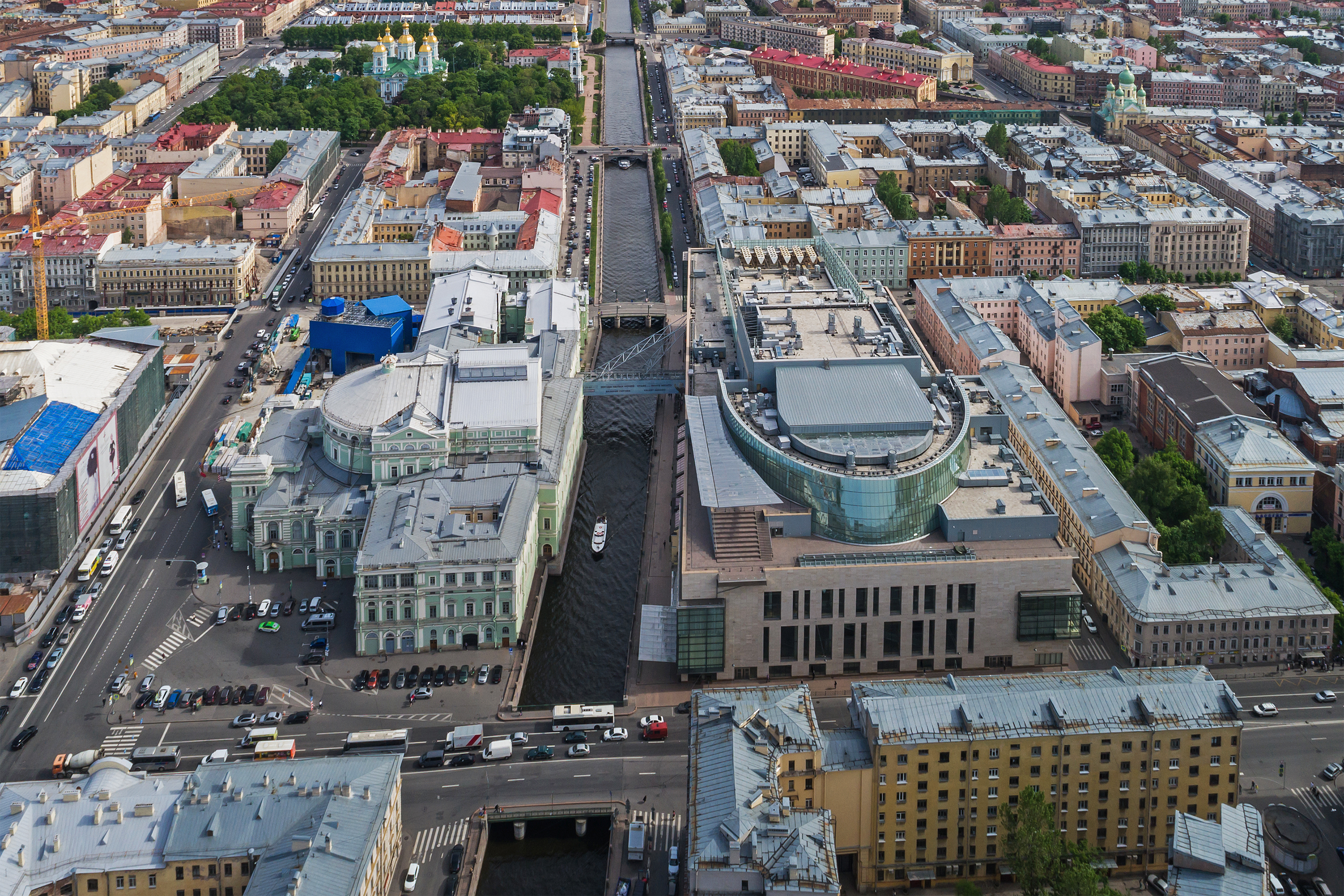
マリインスキー劇場（俯瞰）

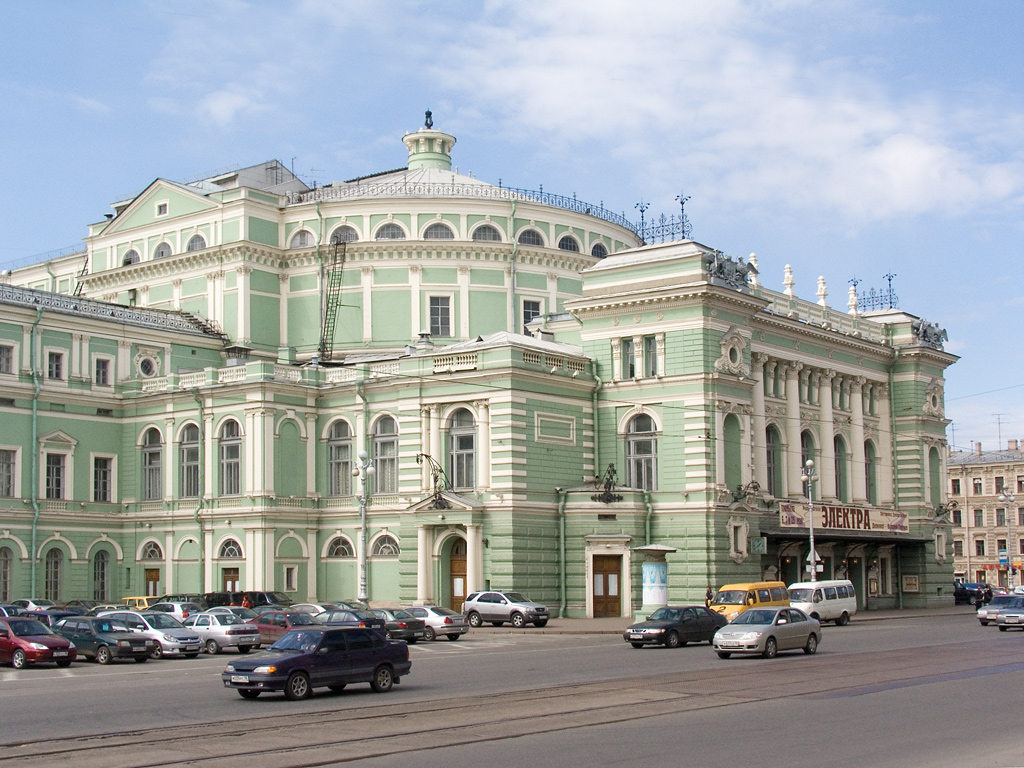
マリインスキー劇場

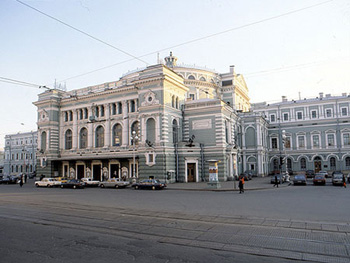
マリインスキー劇場

## 劇場名称の変遷・沿革
都市の名称も歴史の中で何度も変わったことから、劇場の名称は何度も変わっている。
- 1860～1920年: 帝室マリインスキー劇場、帝室劇場（ロシア語: Императорский Мариинский театр）
- 1920～1924年: （ロシア語: Государственный академический театр оперы и балета）
- 1924～1935年: レニングラード劇場（ロシア語: Ленинградский государственный академический театр оперы и балета）
- 1935～1992年: キーロフ劇場（ロシア語: Государственный академический театр оперы и балета имени С.М. Кирова）
- 1992年～現在: マリインスキー劇場（ロシア語: Государственный академический Мариинский театр）

## 劇場の歴史
マリインスキー劇場の起源は、1783年に女帝エカチェリーナ2世の勅令により、オペラとバレエの専用劇場としてサンクトペテルブルクに開設された「帝室劇場」である。石造りであったことから「石の大劇場」（ボリショイ・カーメンヌイ劇場）の名前で親しまれていた。ロシア帝国の首都サンクトペテルブルクに建てられた皇室の劇場で、帝国を代表するオペラ、バレエの中心施設であった。
1859年、アルベルト・カヴォスの設計によりネオ・ビザンチン様式の現在の劇場が竣工した。翌1860年、皇帝アレクサンドル2世の皇后マリア・アレクサンドロヴナの名に因み、「マリアの」という意味の「マリインスキー帝室劇場」と名付けられた。1886年、併存していたカーメンヌイ劇場の閉鎖により、オペラとバレエは全面的にマリインスキー劇場に移管され、黄金時代を迎えることになった。
スターリン時代の1935年に、前年に暗殺された共産党の指導者セルゲイ・キーロフを悼み「キーロフ劇場」と改名された。1991年のソ連解体後、1992年に「マリインスキー劇場」の名称に戻った。
2003年に、ポストモダン派の建築家D・ペローが、新築部分の設計コンクールに優勝した。
2013年、隣接地に建設されていた劇場新館が竣工し、5月2日にウラジーミル・プーチン（ロシア連邦大統領）が出席して杮落とし記念式典が開催されると共に新劇場での公演が開始されている。
クラシック・バレエの名作「眠れる森の美女」「くるみ割り人形」「白鳥の湖」は、ここで初演された。マリインスキー・バレエ、マリインスキー・オペラ、マリインスキー劇場管弦楽団が、ここを活動の本拠地としている。建造物は、サンクトペテルブルク歴史地区と関連建造物群の一部としてユネスコの世界遺産に登録されている。

## オペラ
ロシア帝国期からソビエト連邦時代にかけて、著名な指揮者や音楽家が数多く公演し、この劇場でロシアの古典オペラの多くが世界初演された。

### 著名な初演
- ミハイル・グリンカの『皇帝に捧げし命』『ルスランとリュドミラ』
- モデスト・ムソルグスキーの『ボリス・ゴドゥノフ』『ホヴァーンシチナ』
- アレクサンドル・ボロディンの『イーゴリ公』
- ニコライ・リムスキー＝コルサコフの『見えざる町キーテジと聖女フェヴローニャの物語』
- ピョートル・チャイコフスキーの『スペードの女王』

### 日本公演
マリインスキー・オペラは、1993年に初来日し、1997年、2000年、2003年、2008年、2012年、2014年からは毎年来日し、日本公演を行っている。

## マリインスキー劇場沿海州別館
2016年1月1日、ウラジオストクに マリインスキー劇場沿海州別館（ロシア語: Приморская сцена Мариинского театра, 英語: Primorsky Stage of The Mariinsky Theatre)が開場した。サンクトペテルブルクの劇場でも活躍する歌手、バレエダンサーなどが公演している。

## マリインスキー劇場アカデミー
マリンスキー劇場を中心に世界中の劇場で指導するコレペティートルであり、同劇場の総裁・指揮者ヴァレリー・ゲルギエフの姉でもあるラリッサ・ゲルギエワにより設立された、若手歌手を育成する劇場専属の研修所である。アカデミーでは、ロシア人を中心に、オーディションによって選抜された世界中の若手歌手が研鑽を積む。オペラを中心に、歌曲、舞踊、フェンシング、演技など、舞台全般を学び、プロフェッショナルな音楽家として活躍している。世界的なソプラノ歌手アンナ・ネトレプコや、テノールのダニエル・シュトーダやソプラノのオルガ・プードヴァなども同劇場の研修所で学んだ。日本人では、ソプラノ歌手中村初恵も同劇場の研修所で学んだ声楽家である。

## 歴代芸術監督
- コンスタンティン・リャードフ（1860年 - 1869年）
- エドゥアルド・ナープラヴニーク（1869年 - 1916年）
- エミール・クーパー（1919年 - 1924年）
- ウラジミール・ドラニシニコフ（1925年 - 1936年）
- アリー・パゾフスキー（1936年 - 1943年）
- ボリス・ハイキン（1944年 - 1953年）
- セルゲイ・エリツィン（1953年 - 1956年）
- エドゥアルド・グリクーロフ（1956年 - 1960年）
- ニヤジ・ハジベヨフ（1960年 - 1961年）
- アレクサンドル・クリモフ（1961年 - 1967年）
- コンスタンチン・シメオーノフ（1967年 - 1975年）
- ヴィクトル・フェドートフ（1975年 - 1976年）
- ユーリ・テミルカーノフ（1976年 - 1988年）
- ヴァレリー・ゲルギエフ（1988年 - ）